# Auckland
Auckland er New Zealands største by. Auckland ligger på en landtange ca. 2/3 oppe ad Nordøen og har med forstæder cirka 1,5 million indbyggere. Den blev grundlagt i 1840 og har fået sit navn efter George Eden, 1. jarl af Auckland.

## Sport
I tennis afvikles i byen årligt ATP World Tour/WTA Tour-turneringen Auckland Classic.